# Herman J. Mankiewicz

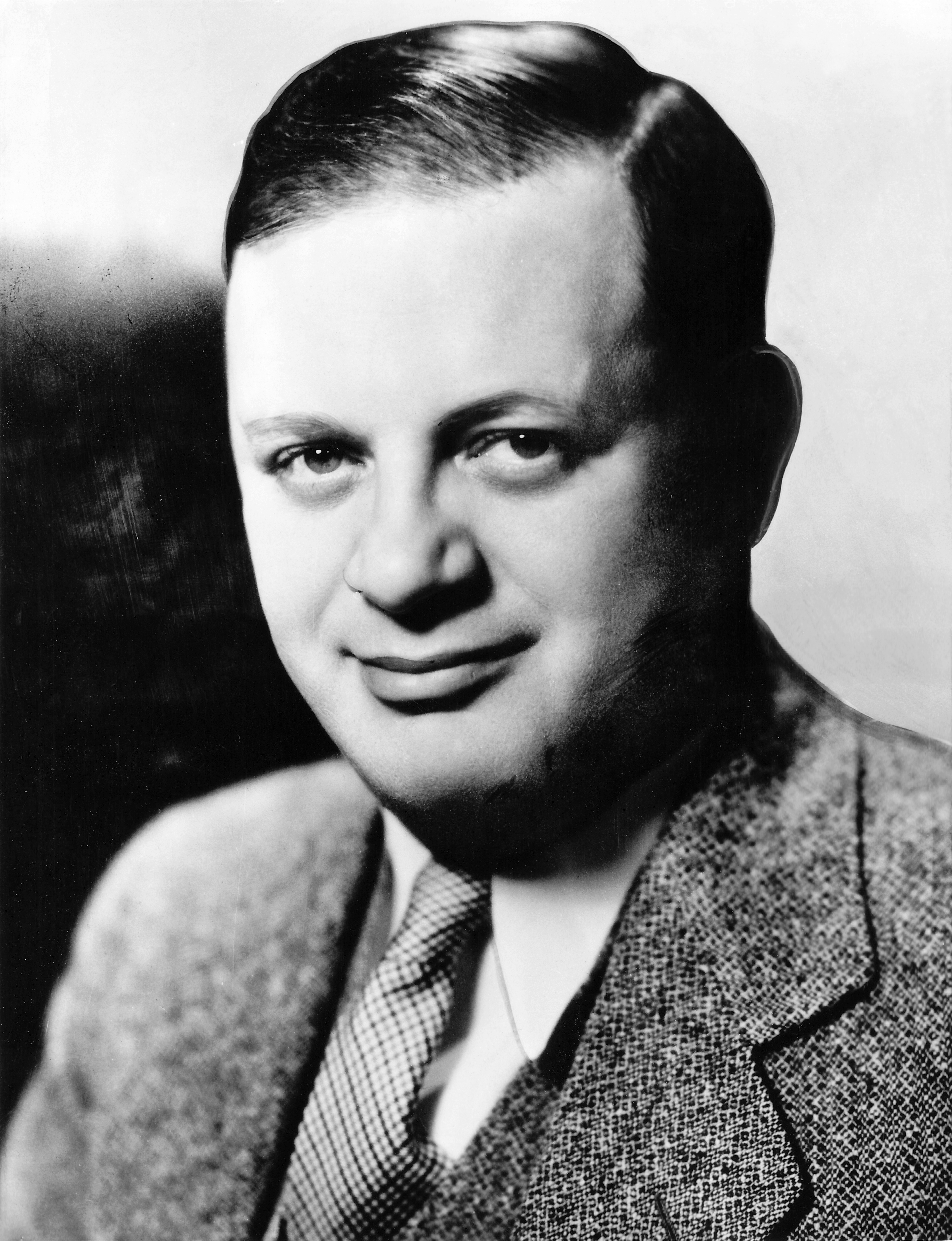

Herman Jacob Mankiewicz (New York, 7 november 1897 – Hollywood, 5 maart 1953) was een Amerikaans scenarioschrijver en filmproducent.

## Levensloop
Mankiewicz was de zoon van Joods-Duitse immigranten. Hij was de oudere broer van regisseur en scenarioschrijver Joseph L. Mankiewicz. Mankiewicz behaalde zijn schooldiploma op zijn dertiende en studeerde vanaf zijn vijftiende aan de Columbia-universiteit. Daarna ging hij als verslaggever voor de New York Tribune werken. Met het uitbreken van de Eerste Wereldoorlog werkte hij in Parijs bij het persbureau van het Amerikaanse Rode Kruis. Later vertrok hij naar Berlijn, waar hij studeerde aan de Humboldt-Universiteit en voor twee jaar werkte als correspondent voor de Chicago Tribune. Terug in New York werkte hij eerst bij de redactie van The World, daarna als assistent-redacteur onder George S. Kaufman bij de drama-afdeling van de New York Times en als hoofdredacteur van het tijdschrift The New Yorker. Hij schreef ook stukken voor Vanity Fair.
In 1926 vertrok hij op aanraden van Ben Hecht naar Hollywood om daar het scenario te schrijven voor The Road to Mandalay, een film met Lon Chaney in de hoofdrol. Hij bleef in Hollywood en schreef meerdere scenario's en bewerkingen, evenals enkele tussentitels, voornamelijk voor MGM. Daarnaast was hij ook werkzaam als dramarecensent voor de Los Angeles Times. In de jaren dertig was hij ook de producent van enkele komische films, waaronder Monkey Business, Horse Feathers en Duck Soup van de Marx Brothers. Zijn bekendste werk is waarschijnlijk het scenario voor Citizen Kane, waarvoor hij samen met medeschrijver Orson Welles een Academy Award kreeg. Dit scenario schreef hij tijdens een verblijf van drie maanden op een ranch gehuurd door studio RKO, in gezelschap van een redacteur en een secretaresse / verpleegster, die er onder andere op moesten toezien dat hij nuchter bleef. Ook schreef hij mee aan het scenario van The Wizard of Oz (1939), maar werd niet vermeld in de aftiteling. Voor het scenario van The Pride of the Yankees uit 1942 kreeg hij een tweede Oscarnominatie.
In de jaren veertig raakte zijn carrière in de problemen door gokschulden, een alcoholverslaving en ruzies met verscheidene studiobazen. Hij stierf op 56-jarige leeftijd aan uremie, op dezelfde dag als Jozef Stalin en Sergej Prokofjev.

### Privé-leven
Mankiewicz was getrouwd met Sara Aaronson. Hij was vader van drie, onder wie schrijver Don Mankiewicz (geboren 1920) en columnist, journalist en tv-commentator Frank Mankiewicz (geboren 1924).
Mankiewicz nam progressieve standpunten in maar stond tegelijk bekend als anticommunist en als tegenstander van vakbonden. Hij was erg gevat; In New York maakte hij deel uit van een groep briljante, jonge schrijvers, The Algonquin Round Table, waar hij van Ben Hecht de bijnaam Voltaire of Central Park West kreeg. In Hollywood ontving hij gelijkgestemden bij zich thuis (1105, Tower Road) of in het restaurant Romanoff's.

## Filmografie (selectie)
- The Road to Mandalay (1926)
- Gentlemen Prefer Blondes (1928)
- Thunderbolt (1929)
- The Vagabond King (1930)
- The Royal Family of Broadway (1930)
- Man of the World (1931)
- Ladies' Man (1931)
- Dinner at Eight (1933)
- Stamboul Quest (1934)
- Escapade (1935)
- After Office Hours (1935)
- My Dear Miss Aldrich (1937)
- It's a Wonderful World (1939)
- The Wizard of Oz (uncredited, 1939)
- Citizen Kane (1941)
- Rise and Shine (1941)
- The Pride of the Yankees (1942)
- Stand by for Action (1942)
- Christmas Holiday (1944)
- The Enchanted Cottage (1945)
- The Spanish Main (1945)
- A Woman's Secret (1949)
- The Pride of St. Louis (1952)

### Als producent
- Monkey Business (1931)
- Million Dollar Legs (1932)
- Horse Feathers (1932)
- Duck Soup (1933)
- A Woman's Secret (1949)